# اکسکی، بزدوگان
اکسکی، بزدوگان (به لاتین: Akseki, Bozdoğan) یک منطقهٔ مسکونی در ترکیه است که در استان آیدین واقع شده‌است.

## خصوصیات
اکسکی ۴۰۴ نفر جمعیت دارد.